# 残留性有機汚染物質
残留性有機汚染物質（ざんりゅうせいゆうきおせんぶっしつ、Persistent Organic Pollutants、POPs）とは、自然に分解されにくく生物濃縮によって生態系や、食品にとりこまれ摂取されることで人間の健康に害をおよぼす有機物のこと。物質によっては使用されたことのない地域でも検出されることがあり広範囲に影響をおよぼす可能性がある。
家電や建築材料に使われたダイオキシン類とポリ塩化ビフェニル(PCB)、DDTなど有機塩素系農薬 (OCP)、排気ガスやタバコなどから発生する多環芳香族炭化水素 (PAH) などがこの物質にあたる。その削減のために、2001年に残留性有機汚染物質に関するストックホルム条約（POPs条約）が採択された

## 概要
経済発展のために多種の有機化合物を合成し、多様な側面で利用可能な化学物質は日常生活の中で使用されてきた。これらの物質は安定性を追求して作り出されたため、自然環境の中には存在しない有機物が多く、分解されずに長期間にわたり残留する性質を持つ。また、半揮発性の性質が多く、空中に拡散して国境を越え降下する。この運動を繰り返すことで汚染物質は極地に集約される。最大の特徴は、排出されにくく、脂肪に溶けやすく生物の脂肪に濃縮されやすいため、食物連鎖の高次にある生物ほど深刻な有害性がある。
国内において発生する問題のみならず、地球環境問題であることから予防的取組として、2001年に残留性有機汚染物質に関するストックホルム条約（POPs条約）が採択され、国際的なPOPsの廃絶、削除等を行う枠組みが設けられた。
条約により規制され生産が禁止された後でも、容易に分解されず環境中に存在したまま、何十年も人間は残留性有機汚染物質に晒されることになる。1979年に禁止されたPCBは、2010年代でも環境中で健康に影響を与える濃度を保っているが、徐々に低下はしている。

## 定義
1. 環境中で分解しにくい（難分解性）
2. 食物連鎖などで生物の体内に蓄積しやすい（高蓄積性）
3. 長距離を移動して、極地などに蓄積しやすい（長距離移動性）
4. 人の健康や生態系に対し有害性がある（毒性）

## 大まかな種類
有機塩素系農薬 (OCP) は、毒性が残留し、DDT（ジクロロジフェニルトリクロロエタン）、アルドリン、クロルデン、ディルドリン、エンドリン、ヘプタクロル、HCB、ミレックス、トキサフェンなどは使用の禁止や使用の制限を受けており、アフリカ、南アジア、中央アメリカ、南アメリカなどの地域でまだ使用されている。1962年にレイチェル・カーソンが、鳥類へのDDTの影響についての『沈黙の春』を出版し、最終的には1972年のDDTの禁止につながった。
ベトナム戦争で使われた枯葉剤として有名なダイオキシンは、210種類の化合物を含む総称で、ほかの化学物質のごみ焼却処理などでも副産物として生成される。ポリ塩化ビフェニル (PCB) はダイオキシンと一部は同様に作用する。
ポリ塩化ビフェニル (PCB) とポリ臭化ジフェニルエーテル (PBDE) は、PCBは変圧器やコンデンサーの冷却剤や潤滑剤や電気機器に広く使われ、PBDEは1960年代から電化製品や建築材料に使われてきており、廃棄処理されることで環境に放出され、生物濃縮され特に食品の脂肪中に溶けて人間に摂取されることになる。身体負荷の9割は魚、肉、乳製品を摂取が原因となる。耐熱・絶縁のために作られたポリ塩化ビフェニル (PCB) は、工業的に頻繁に使用されたが、米国では1979年に禁止された。また1968年の日本では、ダイオキシンが混入した米油を食べカネミ油症事件が発生し1000人以上に被害を及ぼし、1979年にはPCBが食品に大量に混入した台湾油症が発生した。
PCBの代替物として、臭素系難燃剤のPBDEやヘキサブロモシクロドデカン (HBCD) が使われ、PBDEではその同族体のペンタおよびオクタBDEが2004年に、decaBDE混合物は2013年までに米国で停止された。
多環芳香族炭化水素 (PAH) は、数百の化学物質のグループで、石炭や木からの自然発生、また自動車の排気ガスやタバコの煙、食品の調理から人為的に発生する。喫煙者でない場合、食事からの摂取が7割を占める。
またビスフェノールA (BPA) は半減期は短いためPOPsではないが、環境汚染物質の文脈でよくPOPsと共にひとまとめにされる。プラスチック、レシート用紙、塗料ほか多様な用途で使われ、半減期が長い化学物質かのように環境中に存在している。

## 環境汚染
POPsは、湖に蓄積し、食物連鎖を通じて生物濃縮されるため、環境だけでなく人間の健康にも潜在的に脅威がある。古いものは既に世界中のさまざまな湖から検出されているが、新興のPOPsはまだ湖から検出されていない。さらに、地下水脈や井戸水を継続的に利用するなかで、体内に蓄積することもある。

## 健康への影響
以下のような健康への悪影響との関連が研究されている（明確ではないものもある）。
- OCP - 内分泌かく乱、不妊症と胎児奇形、がん、糖尿病、心血管の病気[4]。
- PCB - 内分泌かく乱、神経、肝臓、がん、糖尿病、肥満、心血管の病気[4]。
- PBDE - 生殖、精巣がん、糖尿病、肥満、心血管の病気[4]。
- ダイオキシン - 認知機能や精神運動、がん、糖尿病、肥満、心血管の病気[4]。
- PAH - DNA損傷、男性の精子、呼吸器疾患、乳がんや認知機能[4]。

ダイオキシンやOCBはよく研究されてきたが、より新しいPOPsほど研究が少なく、動物実験から健康への影響が推定されており、その影響が解明されているとは言えない。

## 排泄
油症事件の治療研究などで示されているよう、PCBなどダイオキシン類は脂溶性で主な排泄経路は、糞と皮脂である。ある計測では、1日の排泄量は糞便から18.3pg TEQと皮脂から23.8 pg TEQであった。皮脂へのPCBの排泄量は、冬では約10%低下しているのみで高濃度に分泌されていることには変わりがない。
ポリ塩化ビフェニル (PCB) では、その同位体によって違いがあるが汗にも尿にも同じ水準で含まれ（上述の通り主要でない排出経路）、汗から多く排泄されている一部のPCBでは汗も重要な排泄経路である可能性がある。プラスチックに使われるビスフェノールA (BPA) の排泄の調査で、20人の参加者は、赤外線サウナで10人、蒸しサウナで7人、残りは運動で汗をかき、それぞれの発汗方法による有意な差はなく、うち16人では血液か尿からのBPAの検出はなかったが、汗からはBPAが検出されていたため汗以外を利用したほかの調査が信頼できない可能性がある。しかしまだ参加者の数が少ないため広く一般化することはできない。

## 法規制

### POPs条約の規制
製造・使用の原則禁止(付属書A)
- アルドリン(殺虫剤)
- ヘキサクロロシクロヘキサン
  - α-ヘキサクロロシクロヘキサン
  - β-ヘキサクロロシクロヘキサン
  - γ-ヘキサクロロシクロヘキサン（リンデン）
- クロルデン(殺虫剤)
- クロルデコン
- ディルドリン(殺虫剤)
- エンドリン(殺虫剤)
- ヘプタクロル(殺虫剤)
- ヘキサブロモビフェニル
- ヘキサブロモジフェニルエーテル
- ヘプタブロモジフェニルエーテル
- ヘキサクロロベンゼン(殺菌剤)
- エンドスルファン
- マイレックス(防火剤)
- ペンタクロロベンゼン
- ポリ塩化ビフェニル（PCB）(絶縁油、熱媒体等)
- テトラブロモジフェニルエーテル
- ペンタブロモジフェニルエーテル
- トキサフェン(殺虫剤)

製造・使用の原則制限(付属書B)
- DDT (殺虫剤)
- PFOSとその塩、PFOSF（PFOSについては半導体用途等における製造・使用等の禁止の除外を規定）

非意図的生成物質の排出の削減(付属書C)
- ヘキサクロロベンゼン（HCB）
- ペンタクロロベンゼン（PeCB）
- ポリ塩化ビフェニル（PCB）
- ダイオキシン類（PCDD）
- ジベンゾフラン類（PCDF）

※HCB、PeCB、PCBは附属書Ａと重複